# 미치고 싶을 때
《미치고 싶을 때》(독일어: Gegen die Wand, 튀르키예어: Duvara Karşı)는 2004년 개봉된 독일, 튀르키예의 드라마 영화이다. 파티흐 아킨이 감독과 각본을 맡았다.
2004 베를린 영화제 황금곰상, 2004 유럽 영화상 작품상 수상작이다.

## 줄거리
카히트 톰룩은 40대 튀르키예계 독일인이다. 그는 아내의 죽음 이후 삶을 포기하고 코카인과 술에 의지한다. 어느 날 밤, 그는 고의로 차를 벽에 정면으로 박고 간신히 살아남는다.
그가 치료를 받는 정신과 병원에서 지벨 귀너라는 젊은 여성이 그에게 다가와 그가 튀르키예계 독일인임을 알아본다. 그녀는 카히트에게 결혼해 달라고 하지만, 그는 무례하게 거절한다. 카히트는 나중에 그녀도 자살 시도 후 병원에 있다는 것을 알게 된다. 그는 그녀가 보수적인 가족들과 교류하는 것을 보는데, 가족들은 그녀의 행동을 비난하고 위협한다. 그녀는 그에게 맥주를 권하며, 남성과 손을 잡고 있는 것을 오빠가 보고 코뼈를 부러뜨렸다고 털어놓으며, 가족에게서 벗어나기 위해 같은 튀르키예인과 결혼해야 한다고 말한다.
카히트가 다시 결혼을 거절하자, 그녀는 깨진 병으로 자신의 손목을 찌른다. 이 사건은 그를 흔들어 놓았고, 카히트는 결국 지벨과의 결혼에 동의한다. 그들의 결혼은 가짜로, 그녀가 가족 집을 떠나 성적으로 자유로운 삶을 살 수 있도록 하는 조건이었다. 그는 병원에서 치료받은 그녀의 부상을 보았다고 거짓말을 하며 그녀의 가족에게 가서 결혼 승낙을 구한다. 나이 차이와 그에 대해 잘 모르는 상황에도 불구하고, 지벨의 가족은 결혼에 동의한다.
그들은 따로 사생활을 영위하지만 결국 사랑에 빠진다. 카히트가 지벨의 전 연인 중 한 명이 공개적으로 그녀를 모욕하자 그를 실수로 죽인 후, 카히트는 감옥에 가게 되고 불륜이 드러난 지벨은 가족에게 버림받는다.
카히트가 감옥에 있는 동안, 지벨은 그를 기다릴 것이라고 말하고, 갈 곳이 없어 이스탄불에 있는 사촌 셀마에게 간다. 셀마는 호텔을 운영하는 독신 전문직 여성이다. 지벨은 셀마의 호텔에서 하녀로 일하며 함께 지내지만, 새로운 삶이 제한적이고 평범하다고 느껴 셀마의 아파트를 떠나 마약과 술을 제공하는 바텐더와 살게 된다. 결국, 그녀가 정신을 잃자 그는 그녀를 강간하고 내쫓는다. 그날 밤 거리를 배회하던 그녀는 세 남자에게 습격을 당해 구타당한다. 그들 중 한 명이 그녀를 칼로 찌르고 죽은 채로 내버려둔다.
몇 년 후, 카히트는 감옥에서 풀려난 후 지벨을 찾기 위해 이스탄불로 간다. 셀마는 지벨이 연인과 함께 딸이 있다고 말한다. 카히트는 호텔에서 지벨의 전화를 기다린다. 결국 전화가 오고, 그들은 그녀의 남자친구가 출장 간 주말 동안 만나 사랑을 나눈다. 밀회 후, 카히트는 지벨에게 딸을 데리고 자신과 함께 도망가자고 제안한다. 그녀는 동의하지만, 집에서 짐을 싸는 동안 남편이 기뻐하는 딸과 통화하는 소리를 듣는다. 카히트는 버스 정류장에서 기다리지만 그녀는 나타나지 않는다. 영화는 카히트가 태어난 도시인 메르신으로 추정되는 곳으로 가는 버스에 탄 채 끝난다.

## 출연

### 주연
- 비롤 위넬 - 차히트
- 시벨 케킬리 - 시벨
- 카트린 스트리에벡 - 마렌
- 구벤 키랙 - 세레프
- 멜템 쿰불 - 셀마

### 조연
- 셈 아킨 - 시벨의 오빠
- 아담 보스도코스 - 튀르키예 술집 남자
- 메멧 쿠투루스 - 튀르키예 술집 남자

## 기타
- 공동제작: 파티 아킨
- 공동제작: 메멧 쿠투루스
- 의상: 캐트린 애쉔도프
- 기타스텝: 안드레아스 슈레이트뮬러

## 한국어 더빙 성우진(SBS)
- 성완경 - 차히트(비롤 위넬)
- 윤성혜 - 시벨(시벨 케킬리)
- 최성우 - 마렌(카트린 스트리에벡)
- 서문석 - 세레프(구벤 키랙)
- 채의진 - 셀마(멜템 쿰불)
- 최수민 - 시벨의 엄마(아이셀 아스칸)
- 이근욱 - 시벨의 아버지(데메르 고크골) / 의사(헤르만 라우세)
- 김민석 - 시벨의 오빠(샘 아킨) / 튀르키예 술집 남자(아담 보스도코스)
- 홍승섭 - 니코(스테판 게벨호프) / 튀르키예 술집 남자(메흐메트 쿠르툴루스)